# Clathrostoma
Clathrostomatidae
Famille
Genre
Clathrostoma, unique représentant de la famille des Clathrostomatidae, est un genre de Ciliés de l’ordre des Peniculida (classe des Oligohymenophorea).

## Étymologie
Le nom Clathrostoma, est composé du préfixe clathr, « grille », et du suffixe stoma (du grec στόμα, « bouche »), peut-être en référence à la ciliation de leur appareil buccal.

## Description
Les Clathrostoma ont une taille moyenne (80 à 200 μm). Leur forme est ovoïde. Ils vivent en natation libre. Leur ciliation somatique est holotriche (c. à d. homogène), avec sutures pré-orales et post-orales. Leur région buccale est placée dans le quart antérieur du corps ; leur appareil buccal possède six polykinétides oraux, chacun étant une file de dikinétides. Des nématodesmes buccaux forment un anneau autour du cytopharynx. Le macronoyau est une ellipsoïde allongée. Micronoyau, vacuole contractile et cytoprocte sont présents. Ils se nourrissent de bactéries et de microalgues.

## Habitat et répartition
Les Clathrostoma vivent en eaux douce.

## Liste des espèces
Selon GBIF (17 décembre 2023) :
- Clathrostoma ovum Faure-Fremiet, 1924
- Clathrostoma pseudoparamecium Kahl, 1931
- Clathrostoma salinum
- Clathrostoma viminale Penard, 1922 Espèce type